# Tōdō Heisuke
Tōdō Heisuke est un nom japonais traditionnel ; le nom de famille (ou le nom d'école), Tōdō, précède donc le prénom (ou le nom d'artiste).
Tōdō Heisuke (藤堂 平助, 1844-13 décembre 1867) est un samouraï de la fin de l'époque d'Edo de l'histoire du Japon, capitaine de la huitième unité du Shinsen gumi. Son nom complet est Tōdō Heisuke Fujiwara no Yoshitora.

## Origines
Tōdō est originaire d'Edo, province de Musashi (maintenant Tokyo). On en sait très peu sur son origine. Bien qu'il passe pour un enfant illégitime de Tōdō Takayuki, daimyo à la 11e génération du domaine de Tsu, c'est très discutable. Cependant, un autre argument en faveur de cette théorie est le fait qu'il possède une épée faite par Kazusa no suke Kaneshige, fabricant d'épée sous le patronage du domaine Tsu et qu'une telle épée serait difficile à obtenir par un simple rōnin, même par héritage. Un autre point qui suggère une possible origine du domaine Tsu est son prénom officiel (諱 ; imina), Yoshitora (宜虎), qui partage un caractère en commun avec le nom du premier daimyo Tōdō de Tsu, Tōdō Takatora (藤堂高虎).
Tōdō est un pratiquant de Hokushin Ittō-ryu, formé sur le dōjō de Shūsaku Narimasa Chiba. Toutefois, selon certaines sources, il est formé au dōjō de Itō Kashitarō.

## Époque du Shinsengumi
En 1863, Tōdō Heisuke rejoint le Rōshi gumi avec Kondō et d'autres membres du Shieikan. Après la formation du Shinsen gumi, Tōdō y est d'abord fukuchō jokin (assistant du vice-commandant) puis capitaine de la 8e unité en 1865.
Les sources varient quant à son rôle dans l'assassinat de Serizawa Kamo (l'un des commandants d'origine du Shinsen gumi).
Tōdō reçoit une blessure au front lors du Ikedaya liken le 8 juillet 1864.

## Décès
Tōdō Heisuke, ayant rejoint le groupe séparatiste goryōeji d'Itō Kashitarō, quitte le Shinsen gumi, mais est tué au cours de l'affaire Aburakoji le 13 décembre 1867.
Selon le Shinsen gumi tenmatsuki de Nagakura Shinpachi, Kondō Isami a voulu épargner la vie de Todó. Cependant, celui-ci est tué par un nouveau membre, Miura Tsunesaburo, qui ne connaissait pas les circonstances.

## Source de la traduction
- (en) Cet article est partiellement ou en totalité issu de l’article de Wikipédia en anglais intitulé « Tōdō Heisuke » (voir la liste des auteurs).